# Caradog Prichard
Caradog Prichard (ur. 3 listopada 1904 w Bethesda, zm. 25 lutego 1980) – walijski poeta i pisarz tworzący w języku walijskim, także dziennikarz.
Urodził się w górniczym miasteczku w hrabstwie Gwynedd na północy Walii. Jego ojciec zginął w wypadku w kamieniołomie, gdy Prichard był jeszcze niemowlakiem. Jego i dwóch braci wychowywała samotnie matka. Jako młody dziennikarz pracował w walijskojęzycznych gazetach w Caernarfon, Llanrwst i Cardiff, później przeniósł się do Londynu, gdzie mieszkał przez większość życia. Odnosił sukcesy jako poeta (zwyciężał w konkursach Eisteddfod, w tym również w Narodowych), jednak za szczytowe osiągnięcie w jego twórczości uchodzi opublikowana w 1961 powieść Jedna księżycowa noc (Un Nos Ola Leuad). Częściowo autobiograficzny utwór rozgrywa się w czasach I wojny światowej i opowiada o dorastaniu narratora, nastoletniego chłopca w górniczej społeczności. W 1991 powieść została sfilmowana. 

## Proza
- Jedna księżycowa noc (Un Nos Ola Leuad, powieść 1961)
- Y Genod yn ein Bywyd, opowiadania 1964
- Afal Drwg Adda, autobiografia 1961

## Źródła
- Caradog Prichard Jedna księżycowa noc; przekład i posłowie Marta Listewnik, Łódź 2017